# Dundocera
Genre
Dundocera est un genre d'araignées aranéomorphes de la famille des Ochyroceratidae.

## Distribution
Les espèces de ce genre sont endémiques d'Angola.

## Liste des espèces
Selon World Spider Catalog (version 14.5, 2014) :
- Dundocera angolana (Machado, 1951)
- Dundocera fagei Machado, 1951
- Dundocera gabelensis (Machado, 1951)

## Publication originale
- Machado, 1951 : Ochyroceratidae (Araneae) de l'Angola. Publicaçoes culturais da Companhia de Diamantes de Angola, vol. 8, p. 1-88.